# Scaevius
Scaevius is een monotypisch geslacht van straalvinnige vissen uit de familie van valse snappers (Nemipteridae).

## Soort
- Scaevius milii (Bory de Saint-Vincent, 1823)